# Cattedrale di České Budějovice
La cattedrale di San Nicola (o cattedrale di České Budějovice o Katedrála svatého Mikuláše) è la chiesa cattolica maggiore di České Budějovice e cattedrale della diocesi di České Budějovice. Costruita a partire dal XIII secolo, l'edificio deve l'aspetto attuale agli interventi in stile barocco attuati tra 1641 e 1649.